# Тиниклинг

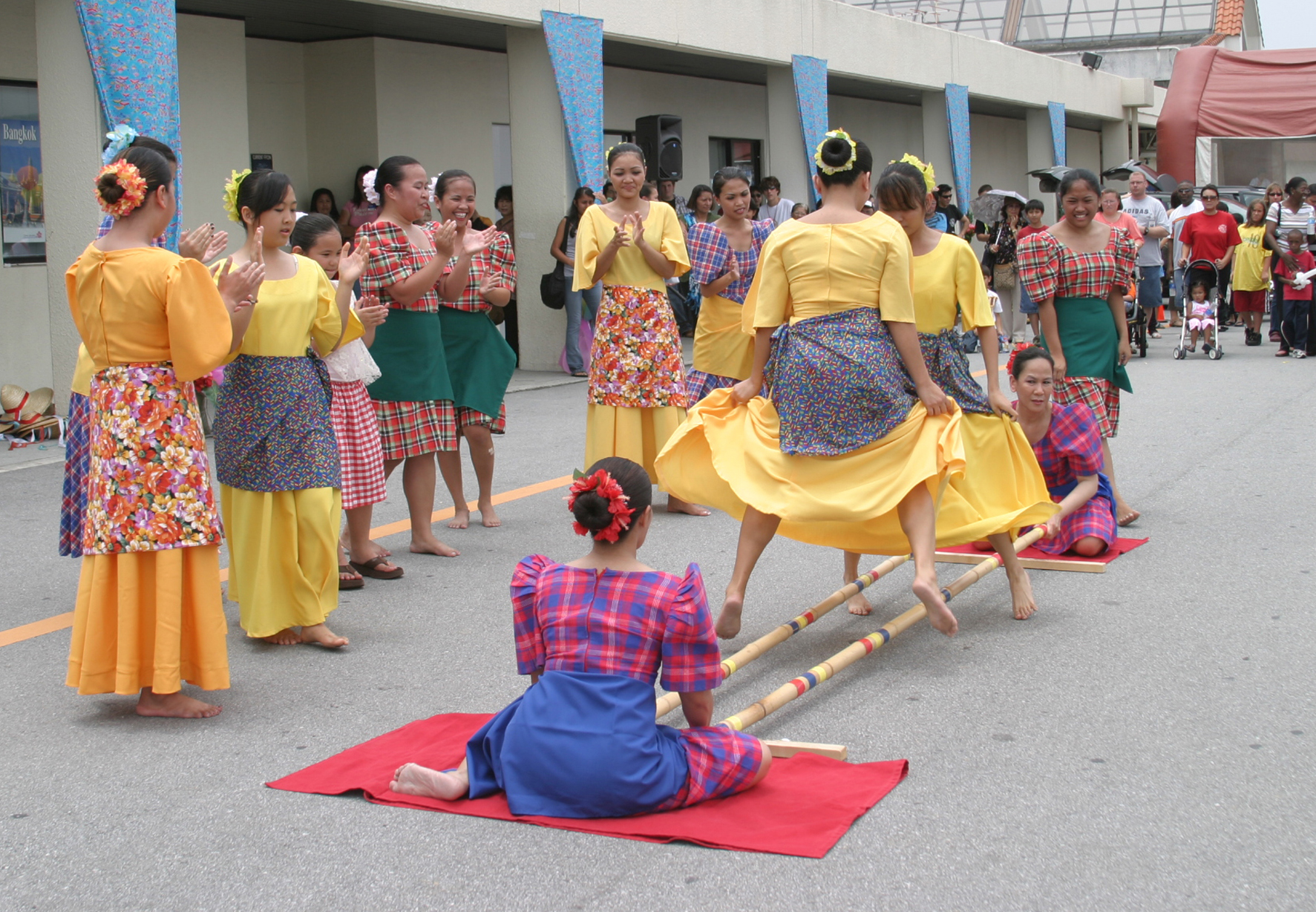
Танец Тиниклинг

Тиниклинг (там. ரினிக்லிங்) — национальный танец, распространенный на Филиппинах, а также в некоторых других странах Юго-Восточной Азии. Название танца происходит от местного именования птицы семейства пастушковых.
Представляет собой движения двух ведущих танца, которые держат немногим выше уровня земли два длинных бамбуковых шеста, которые соединяются в такт музыки. При этом танцующие синхронно подпрыгивают между расходящимися шестами, стараясь, чтобы их ноги не пострадали. Подразумевается, что танцующие при этом имитируют движения птицы избегающей бамбуковых ловушек.
Тиниклинг сохранился в филиппинской культуре с доиспанских времен и в настоящее время служит одной из «визитных карточек» Филиппин.
По традиции мужчины танцуют в легкой не заправленной рубашке и брюках, а женщины в блузке и юбке. Танец исполняется без обуви.
В странах Азии существуют и другие танцы с шестами например индийский черав.